# Dhe vjen një ditë
Dhe vjen një ditë'' (en albanès Aquí arriba el dia) és una pel·lícula albanesa del 1986 dirigida per Vladimir Prifti, autor del guió basat en un llibre de Teodor Laço.

## Descripció de la trama
El protagonista de la pel·lícula és l'economista Llano Bleta. Somia amb una vida còmoda i despreocupada, poques vegades torna al seu poble natal, on la gent està absorta en la construcció del socialisme. També en el seu lloc de treball, Bleta no mostra cap compromís i no es pot adaptar al col·lectiu.

## Repartiment
- Viktor Zhysti com a Llano Bleta
- Ali Bega com a Beqir
- Rajmonda Bulku com a Klara
- Xhevdet Ferri com a Gori
- Demir Hyskja com a Baki
- Liza Chick com a mare de Llano
- Robert Ndrenika com a Zenun
- Birçe Hasko com a oncle
- Luiza Xhuvani com a infermera
- Ferri rosette com a núvia de Llano
- Margarita Xhepa com a dona de Zenun
- Vasjan Lami com a col·lega de Llano
- Taulant Godaj com a Gimi, fill de Zenun
- Ermira Gjata com a Lili
- Zhani Ziçishti com a Gjini
- Fitnete Tico